# اکور، تیراوانامالی
اکور، تیراوانامالی (به انگلیسی: Akkur, Tiruvannamalai) یک منطقهٔ مسکونی در هند است که در تامیل نادو واقع شده‌است.